# Gustav Simon (Landrat)

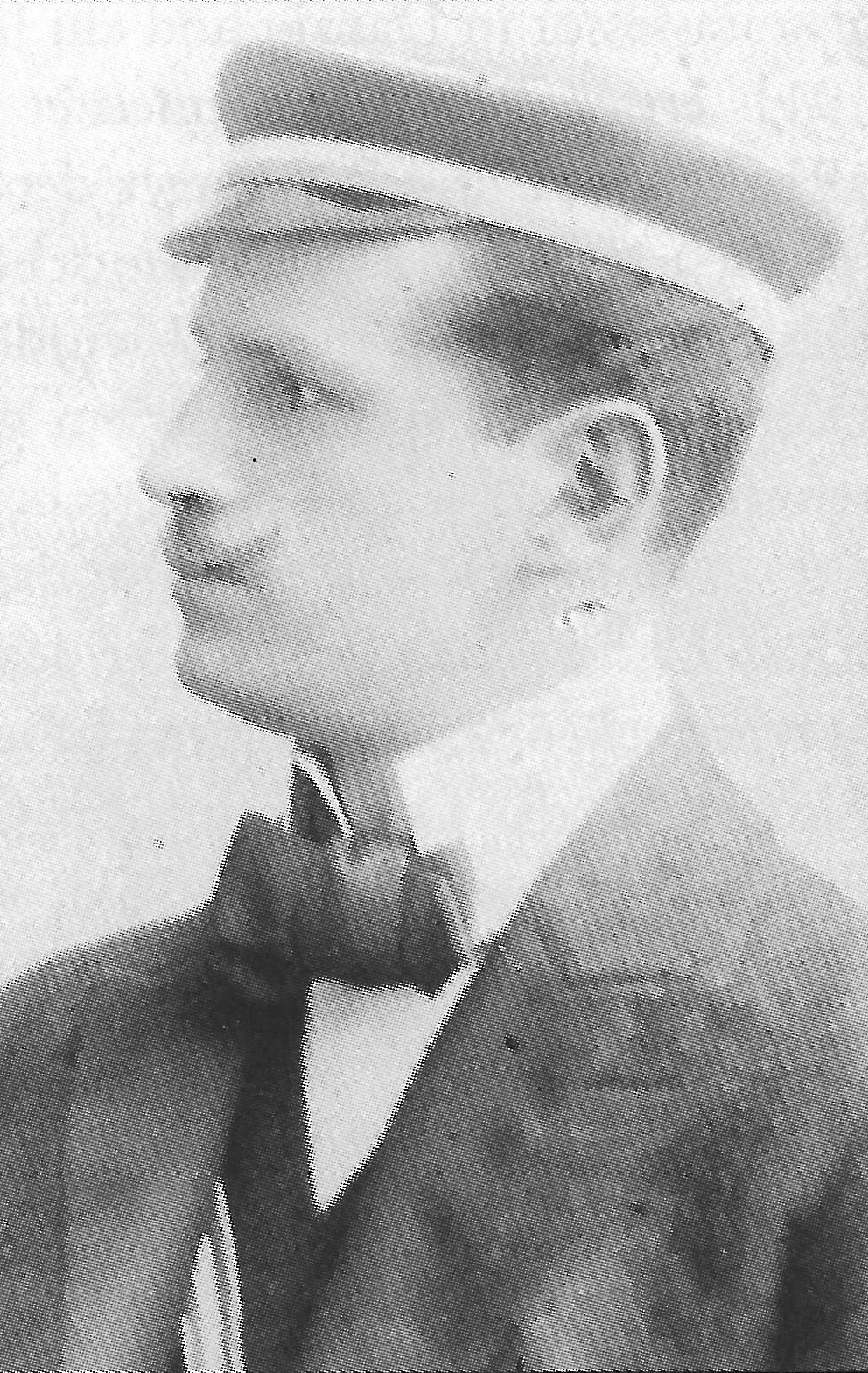
Gustav Simon

Gustav Simon (* 6. Februar 1878 in Rauschenberg; † 25. Februar 1962 in Bonn) war ein deutscher Verwaltungsjurist.

## Leben
Simon stammte aus der alten Königsberger Familie assimilierter Juden, die den Bankier Walter Simon hervorgebracht hatte. Seine Eltern waren der Konsul Gustav Simon und seine Frau Therese geb. Kusserow. In Simons Geburtsjahr kehrten sie nach Königsberg i. Pr. zurück.
Dort besuchte Gustav Simon das Königliche Wilhelms-Gymnasium. Nach dem Abitur immatrikulierte er sich an der Kaiser-Wilhelms-Universität für Rechtswissenschaft. Zugleich diente er als Einjährig-Freiwilliger beim  2. Rheinischen Husaren-Regiment Nr. 9. Ab 1897 war er drei Semester im Corps Rhenania Straßburg aktiv. Er wechselte an die Ludwig-Maximilians-Universität, wo er am 27. Oktober 1898 auch im Corps Franconia München (1898) aktiv wurde. Nach zwei Semestern wurde er am 24. Juli 1899 inaktiviert. Er wechselte an die heimatliche Albertus-Universität Königsberg und absolvierte 1901 am Oberlandesgericht Königsberg die Referendarprüfung. Die Universität Leipzig promovierte ihn 1902 zum Dr. iur.
1906 bestand er in Berlin das Examen zum Regierungsassessor. Als solcher war er zunächst beim Landkreis Waldenburg (Schles). Er kam 1908 zum Oberpräsidium der Provinz Schlesien und wurde 1914 als Nachfolger von Walter Römhild Landrat im Kreis Karthaus. Bei Beginn des  Ersten Weltkriegs wurde er zum  Deutschen Heer einberufen. In verschiedensten Verwendungen, zuletzt als Rittmeister und Kommandeur einer Fuhrparkkolonne, kämpfte er an der Ostfront. Er erhielt das  Eiserne Kreuz 2. Klasse. Mitte 1915 wurde er unabkömmlich gestellt.
Als sein kaschubischer Kreis nach dem Ersten Weltkrieg an Polen fiel, wurde Simon im Januar 1920 kommissarisch, im November 1920 endgültig Landrat im Kreis Heiligenbeil. Am 15. August 1926 wurde er Verwaltungsdirektor des Bezirksausschusses der  Regierung in Königsberg. 1928 heiratet er Edith geb. Reißert. Nach dem Gesetz zur Wiederherstellung des Berufsbeamtentums wurde er mit Ablauf des Jahres 1935 zwangspensioniert. Zu Schikanen und Diffamierungen kam im August 1944 die Ausbombung durch die Luftangriffe auf Königsberg. Er fand Unterschlupf im Kreis Heiligenbeil und – nach Genehmigung zum Verlassen Ostpreußens  – im Bayerischen Wald in Viechtach. Dort erlebte er den Einmarsch der United States Army. Ende 1945 übersiedelte er nach Stadtoldendorf, wo eine seiner beiden Stieftöchter lebte. Dort stand er ab Oktober 1946 Entnazifizierungs- und Berufungsausschüssen vor. Seit 1951 in Bonn, organisierte er ab November 1953 monatliche Treffen von Straßburger Rhenanen und Münchener Franken. Diese „Simon-Abende“ wurden auch nach seinem Tod fortgeführt.

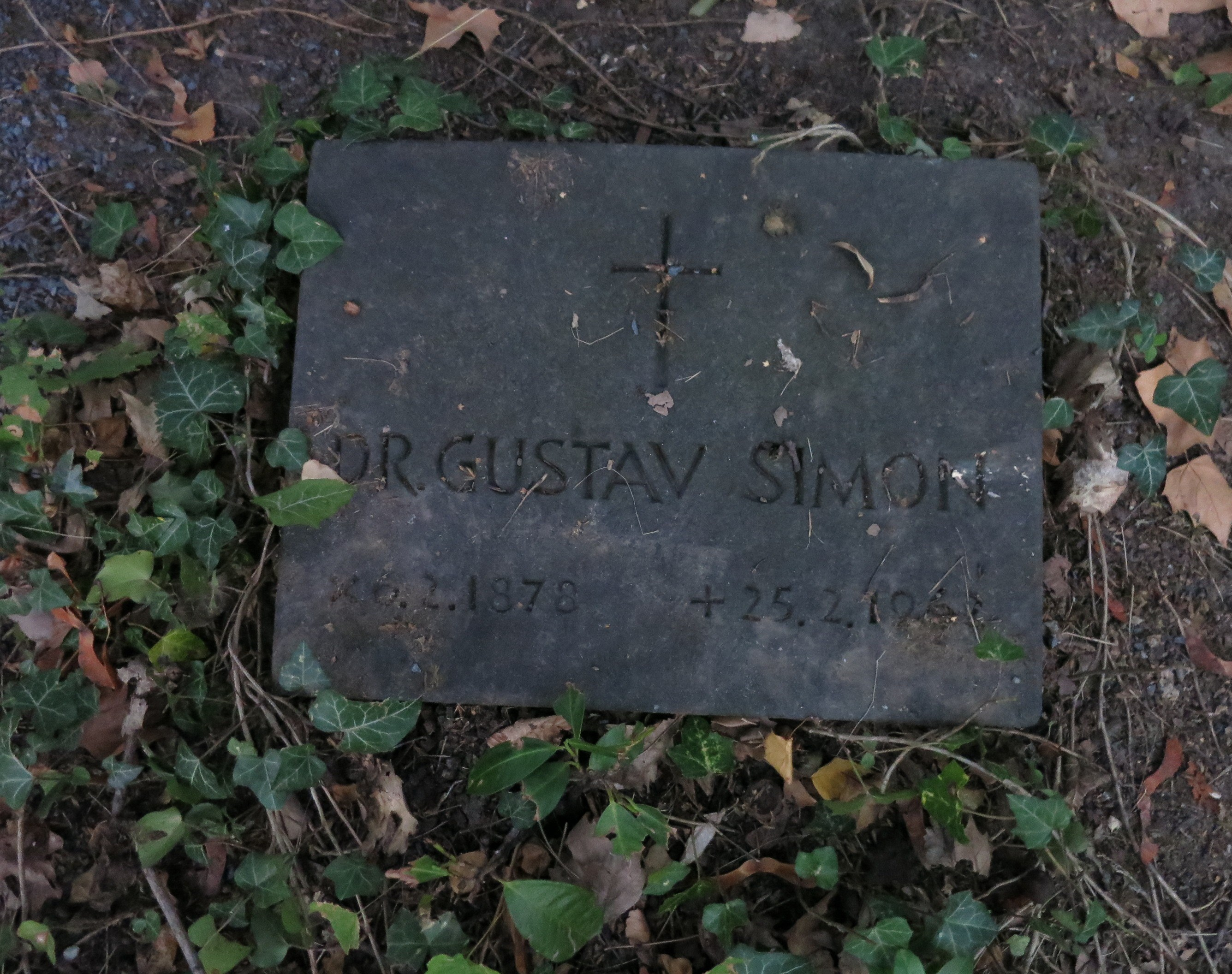
Grabstein (Auf der Grabstätte befindet sich ein Hinweis der Friedhofsverwaltung, dass das Grab abgeräumt werden soll.), September 2018

Ab 1930 hatte er die Frankengruppe „Nord-Ost“ mit Sitz in Königsberg geleitet. Dessen ungeachtet hatte er am 8. Oktober 1935 das Frankenband zurückgegeben; denn die Erfüllung der nationalsozialistischen Forderungen an die Kösener Corps machten ihm seine Mitgliedschaft unmöglich. Seinem Muttercorps gegenüber hatte er ebenfalls die Bandrückgabe erklärt; Rhenania verweigerte aber die Annahme und löste sich auf. Simon nahm das Frankenband 1949 wieder auf. Am 8. Juli 1961 wurde er noch Corpsschleifenträger von  Hansea Bonn. Simon starb 1962 im Alter von 84 Jahren und wurde auf dem Kölner Melaten-Friedhof (Flur 59 U Nr. 26) beigesetzt.